# مونسيجور
مونسيجور (بالفرنسية: Montségur)‏ هي بلدية في فرنسا في إقليم أرييج في جنوب غرب فرنسا
هي مشهورة لحصنها، قلعة مونسيجور، والتي بنيت على جبل على أنقاض واحدة من أخر معاقل كاثار. تعد القلعة الحالية في الموقع واحدة من قلاع الكاثار ‏ لفترة لاحقه. وتم إدراجها كموقع تاريخي بواسطة وزارة الثقافة الفرنسية منذ عام 1862

## التاريخ
أولى علامات الإستيطان في المنطقة تعود إلى وقت نياندرتال، حوالي 80,000 سنة ماضية.
وقت وجدت أدلة على الاحتلال الروماني كالعملات الرومانية و الأدوات. الاسم Montségur يأتي من اللاتينية mons securus والذي يعني ("التلة الأمنة) والذي تطور ليصبح mont ségur في اللغة القسطانية
في أواخر 1204 تمت إحاطة القصر ليحمي الحدود الجنوبية
في العصور الوسطى تمت حكمها بواسطة نبلاء تولوز، فيكونتات قرقشونة وأخيراً نبلاء فواكس. في 1243-44، في نهاية الحملة الصليبية على الكثار، كاثار (طائفة دينية تعتبر بدعة من قبل الكنيسة الكاثوليكية) قد اتخذوا من القلعة ملجأ لهم، وتمت محاصرتهم بواسطة 10,000 جندي، بما يعرف الآن بحصار مونسيجور. في مارس 1244، استسلم الكاثار، وحرق منهم حوالي 244 بشكل جماعي في مشاعل خشبية عندما رفضوا أن يتخلوا عن معتقدهم. في الحقيقة 25 شخص أخذوا نذر الكاثار الأقصى قبل اسبوعين من الإستسلام. ابق المحققون حسابات المؤمنون و ذلك يتضمن أسماء العديدين، والذين تقام لهم ذكرى سنوية لحادثة المجزرة في 16 مارس . وتعرض هذه الأسماء في متحف قرية مونسيجور

## انظر ايضاً
- حصار مونسيجور